# Anhotep
Anhotep là Phó vương của Kush, Tổng đốc của các vùng đất phía Nam, Ký lục của những tấm Bảng của Hai vùng đất dưới triều đại của Ramesses II. Người vợ của ông có tên là Hunuro. Ngôi mộ của Anhotep là TT300 ở Dra' Abu el-Naga.
Một shabti được khắc cho Anhotep, Người con trai Của Đức vua của Kush, đã được tìm thấy tại Thebes. Bức tượng shabti này được làm từ sứ men xanh và nằm trong bộ sưu tập của bảo tàng Metropolitan. Tên goị này hoặc là đã bị thay đổi do một sự nhầm lẫn trong văn bản, hoặc là nó có thể đã thay thế một tên gọi khác.